# Jules Ricard
Pour les articles homonymes, voir Ricard (homonymie).
Antoine Henri Jules Ricard, né à Paris le 25 avril 1848 et mort à Chantilly le 5 novembre 1903, est un romancier et dramaturge français.

## Biographie
Jules Ricard est le fils de Joseph Ricard et de Pétronille Philippon ; il voit le jour au domicile de son grand-père maternel, à Paris, 62, rue d'Hauteville. Après des études de droit, il exerce la profession d'avocat à la cour d'appel de Paris. Il épouse Jeanne Louise Weipeth, morte à Bordeaux en 1872.
Il épouse en secondes noces le 18 septembre 1880 à Neuilly-sur-Seine, Augustine Bulteau, femme de lettres qui deviendra célèbre pour ses articles, signés Foemina, dans Le Figaro ; le couple divorce en 1896. Il épouse en troisièmes noces à Paris, le 20 juillet 1897, avec Louise Jeanne Dombrowska, belle-sœur du dramaturge Louis Legendre (1851-1908).
Le 31 octobre 1895, il est nommé chevalier de la Légion d'honneur.
Journaliste, il collabore au Figaro, au Gil Blas et au Gaulois. Il fréquentait le salon de la comtesse Diane de Beausacq, qui l'avait élevé.
Jules Ricard est inhumé au cimetière de Montmartre à l'issue d'une cérémonie de funérailles célébrée en l'église Saint-Louis d'Antin.